# Mosche Sneh

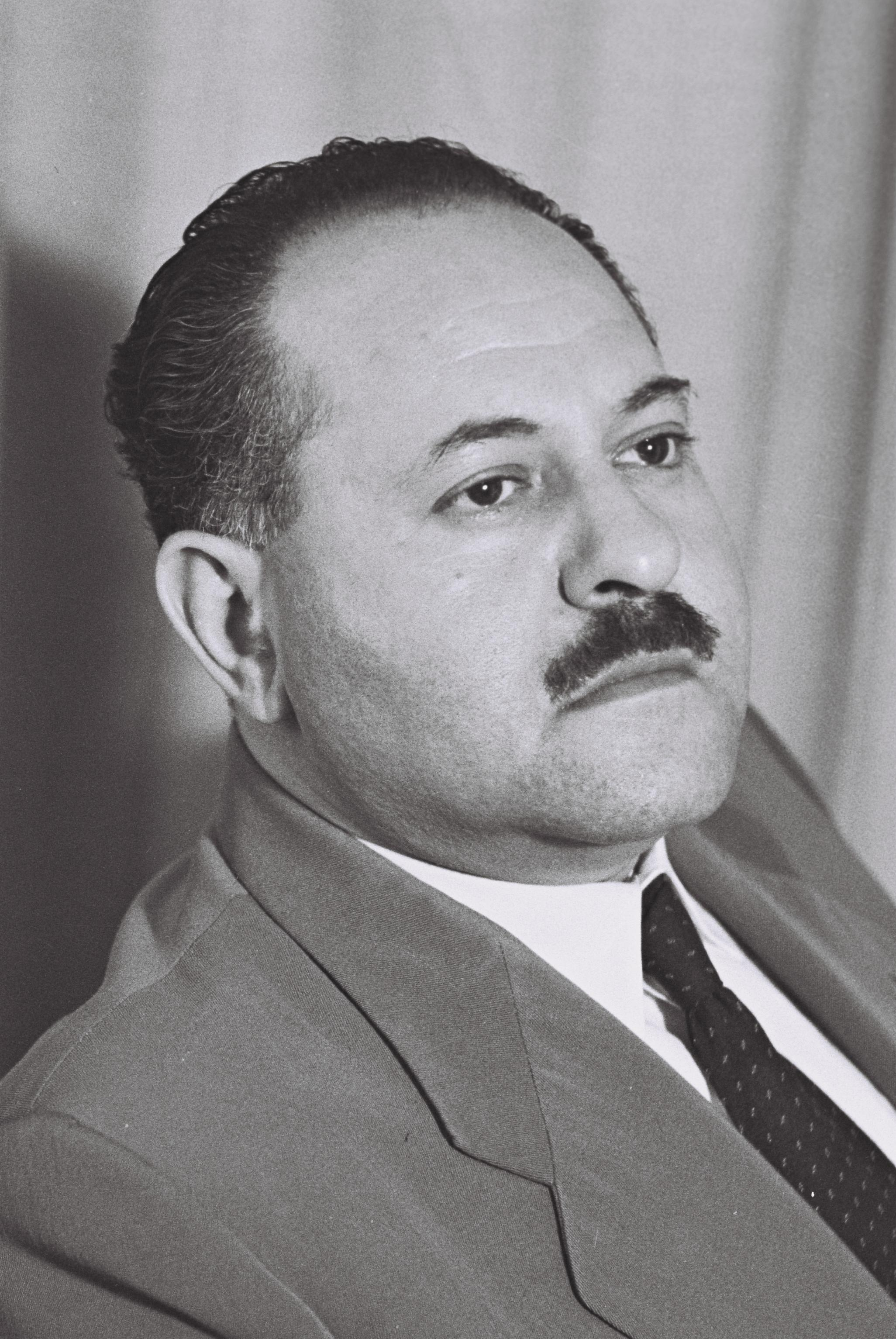
Mosche Sneh, 1951

Mosche Sneh (hebräisch משה סנה; * 6. Januar 1909 in Radzyń Podlaski, Weichselgouvernement, Russisches Reich als Mosze Kleinbaum/Klajnbojm; † 1. März 1972 in Jerusalem) war ein israelischer Politiker und Militär. Als Mitbegründer der marxistisch-zionistischen Partei Mapam trat er später der israelischen Kommunistischen Partei Maki bei.

## Leben
Mosche Sneh ging in Polen zur Schule und studierte Naturwissenschaften, Mathematik und Medizin an der Universität Warschau, wo er im Jahr 1935 den MD erreichte. Während seiner Studienjahre war er Mitglied der zionistischen Studentenorganisation Yardinia, deren Vorsitzender er 1926 wurde; ebenso war er Vorstand der Medizinischen Jüdischen Studenten Union.
Im Jahr 1931 wurde er Herausgeber der Zeitschrift Nowe Słowo („Neues Wort“) sowie 1933 politischer Redakteur von HaYanet. Im Jahr 1932 wurde er in das Zentralkomitee der Zionistischen Föderation Polens gewählt und gehörte zu den Führern der radikalen Zionisten. 1935 wurde er außerdem Mitglied des Zionistischen Exekutivkomitees.
Bis 1939 arbeitete er als Arzt, auch während seiner Zeit in der polnischen Armee nach Beginn des Zweiten Weltkriegs; 1940 emigrierte er in das britische Mandatsgebiet Palästina.
Nach seiner Ankunft in Israel trat er der Hagana bei und war zwischen 1941 und 1946 Leiter deren nationaler Belegschaft. 1944 wählten ihn die Stimmberechtigten des Jischuv in die vierte jüdische Repräsentantenversammlung, in deren Exekutive, den Nationalausschuss (הַוַּעַד הַלְּאֻמִּי HaWaʿad haLəʾummī), ihn die Mitglieder wählten. Er war im Oktober 1944 geheimer Verbindungsmann von David Ben-Gurion zu Wladimir Jabotinsky, in dessen Auftrag er Jabotinsky zwei Mal die Bitte überbrachte, auf geplante Terroranschläge zu verzichten. Auch Chaim Weizmann versuchte über ihn vergeblich Einfluss auf Jabotinsky zu nehmen, er möge auf den Anschlag auf das King David Hotel verzichten.
Zwischen 1945 und 1947 gehörte er zum Vorstand der Jewish Agency, wo er Leiter der Abteilung für illegale Einwanderung war; 1946 wurde er Leiter der Europaabteilung der Agency. Sneh stand auf der Liste der britischen Polizei von Personen, die im Rahmen der Operation Agatha festgenommen werden sollten, allerdings entging er einer Festnahme, indem er nach Paris floh.
Im Jahr 1948 trat Sneh der Mapam bei und wurde zum stellvertretenden Redakteur der Parteizeitschrift ʿAl HaMischmar ernannt; diese Position hielt er bis 1953 inne. 1949 wurde er in die erste Knesset gewählt. Als er 1951 wiedergewählt wurde, gehörte er einer Gruppe an, die sich schließlich 1953 von der Partei löste und die so genannte Linke Fraktion bildete; 1954 wechselte er dann zur kommunistischen Maki über. Über die Liste der Maki kehrte er nach den Wahlen 1955 wieder in die Knesset zurück, konnte diesen Erfolg auf Wahlebene vier Jahre später aber nicht wiederholen. Trotzdem erhielt er sechs Wochen nach den Wahlen wieder einen Sitz im Parlament – als Ersatz für Meʾir Vilner. Er verlor seinen Sitz schlussendlich nach den Wahlen 1965. Begraben wurde er auf dem Friedhof Nachalat Jizchaq in Givʿatajim.
Seinen 1944 geborenen Sohn Efraim Sneh wählten die stimmberechtigten ebenfalls als Mitglied in die Knesset für die sozialdemokratische Partei ʿAvoda.